# Milen Gamakov
Milen Georgiev Gamakov (in bulgaro Милен Георгиев Гамаков?; Burgas, 12 aprile 1994) è un calciatore bulgaro, centrocampista dell'Hebăr Pazardžik.

## Caratteristiche tecniche
Centrocampista centrale dal fisico possente ma slanciato, che gioca nella posizione di mediano davanti alla difesa, ma all'occorrenza è stato schierato anche come difensore centrale. Bravo nel colpo di testa è molto abile anche palla al piede essendo dotato di buone qualità tecniche e di visione di gioco. Spesso si rende pericoloso in fase offensiva perché in possesso oltre che di un buon calcio anche di ottimi tempi di inserimento e di progressione con e senza palla.

## Carriera

### Club
Cresciuto nelle giovanili del Černomorec Burgas, il 1º marzo 2013 si trasferisce in prestito in B per giocare nel Neftohimik Burgas; con i biancoverdi disputa 8 gare e al termine della stagione ottiene la promozione in A mediante la vittoria del Campionato.
L'estate seguente, terminato il prestito, torna al Černomorec Burgas per disputare il suo primo Campionato di A, il 19 luglio 2013 esordisce subentrando al 80º minuto della gara vinta per 1 a 0 contro il Černo More Varna. Il 23 settembre invece viene schierato per la prima volta nella formazione titolare in occasione del match di Campionato pareggiato 2-2 contro il Slavia Sofia. Conclude la sua prima stagione in A con 27 presenze.
Il 12 luglio 2014 viene ceduto a titolo definitivo al Botev Plovdiv, con il quale esordisce cinque giorni dopo nella gara di andata del secondo turno di qualificazione per l'UEFA Europa League 2014-2015 vinta 2 a 1 contro gli austriaci del St. Pölten. Il primo gol da professionista lo realizza il 9 agosto seguente nella sfida di Campionato contro il Liteks Loveč. Realizza altre 3 reti in stagione: una in Finale di Supercoppa di Bulgaria (persa per 3 a 1 contro il Ludogorec) e altre 2 in Campionato contro il Beroe e il CSKA Sofia. Al termine della stagione viene nominato secondo migliore giovane del Campionato bulgaro dopo Tsvetelin Chunchukov.

### Nazionale
Dopo aver giocato 5 presenze tra la Nazionale Under-17 e Under-19 della Bulgaria, il 6 settembre 2013 esordisce in Under-21 nella gara valida per le Qualificazioni ad Euro 2015 pareggiata 1 a 1 contro l'Estonia. Realizza la sua prima rete in Under il 15 novembre seguente nella sfida persa per 3 a 2 contro la Danimarca.
Il 6 novembre 2014 viene convocato dal ct della Nazionale maggiore Ljuboslav Penev per prendere parte alla gara valevole per le qualificazioni ad Euro 2016 contro Malta del 16 novembre seguente; Milen tuttavia non riesce a scendere in campo rimandando così il suo debutto.

## Statistiche

### Presenze e reti nei club
Statistiche aggiornate al 12 marzo 2017.
| Stagione             | Squadra              | Campionato           | Campionato | Campionato | Coppe nazionali | Coppe nazionali | Coppe nazionali | Coppe continentali | Coppe continentali | Coppe continentali | Altre coppe | Altre coppe | Altre coppe | Totale | Totale |
| Stagione             | Squadra              | Comp                 | Pres       | Reti       | Comp            | Pres            | Reti            | Comp               | Pres               | Reti               | Comp        | Pres        | Reti        | Pres   | Reti   |
| -------------------- | -------------------- | -------------------- | ---------- | ---------- | --------------- | --------------- | --------------- | ------------------ | ------------------ | ------------------ | ----------- | ----------- | ----------- | ------ | ------ |
| 2012-feb. 2013       | Černomorec Burgas    | A                    | 0          | 0          | CB              | 0               | 0               | -                  | -                  | -                  | -           | -           | -           | 0      | 0      |
| feb.-giu. 2013       | Neftohimik Burgas    | B                    | 8          | 0          | CB              | 0               | 0               | -                  | -                  | -                  | -           | -           | -           | 8      | 0      |
| 2013-2014            | Černomorec Burgas    | A                    | 27         | 0          | CB              | 2               | 0               | -                  | -                  | -                  | -           | -           | -           | 29     | 0      |
| 2014-2015            | Botev Plovdiv        | A                    | 28         | 3          | CB              | 1               | 0               | UEL                | 2                  | 0                  | SB          | 1           | 1           | 32     | 4      |
| 2015-2016            | Botev Plovdiv        | A                    | 27         | 1          | CB              | 0               | 0               | -                  | -                  | -                  | -           | -           | -           | 27     | 1      |
| Totale Botev Plovdiv | Totale Botev Plovdiv | Totale Botev Plovdiv | 55         | 4          |                 | 1               | 0               |                    | 2                  | 0                  |             | 1           | 1           | 59     | 5      |
| 2016-feb. 2017       | Lechia Danzica       | E                    | 4          | 0          | PP              | 1               | 0               | -                  | -                  | -                  | -           | -           | -           | 5      | 0      |
| feb.-giu. 2017       | Ruch Chorzów         | E                    | 1          | 0          | PP              | 0               | 0               | -                  | -                  | -                  | -           | -           | -           | 1      | 0      |
| Totale carriera      | Totale carriera      | Totale carriera      | 70         | 3          |                 | 3               | 0               |                    | 2                  | 0                  |             | 1           | 1           | 76     | 4      |

### Cronologia presenze e reti in nazionale
| Cronologia completa delle presenze e delle reti in nazionale ― Bulgaria under 21 | Cronologia completa delle presenze e delle reti in nazionale ― Bulgaria under 21 | Cronologia completa delle presenze e delle reti in nazionale ― Bulgaria under 21 | Cronologia completa delle presenze e delle reti in nazionale ― Bulgaria under 21 | Cronologia completa delle presenze e delle reti in nazionale ― Bulgaria under 21 | Cronologia completa delle presenze e delle reti in nazionale ― Bulgaria under 21 | Cronologia completa delle presenze e delle reti in nazionale ― Bulgaria under 21 | Cronologia completa delle presenze e delle reti in nazionale ― Bulgaria under 21 |
| Data                                                                             | Città                                                                            | In casa                                                                          | Risultato                                                                        | Ospiti                                                                           | Competizione                                                                     | Reti                                                                             | Note                                                                             |
| -------------------------------------------------------------------------------- | -------------------------------------------------------------------------------- | -------------------------------------------------------------------------------- | -------------------------------------------------------------------------------- | -------------------------------------------------------------------------------- | -------------------------------------------------------------------------------- | -------------------------------------------------------------------------------- | -------------------------------------------------------------------------------- |
| 6-9-2013                                                                         | Loveč                                                                            | Bulgaria under 21                                                                | 1 – 1                                                                            | Estonia under 21                                                                 | Qual. Europeo Under-21 2015                                                      | -                                                                                | 53'’                                                                             |
| 10-9-2013                                                                        | Mosca                                                                            | Russia under 21                                                                  | 3 – 1                                                                            | Bulgaria under 21                                                                | Qual. Europeo Under-21 2015                                                      | -                                                                                | 1'’                                                                              |
| 11-10-2013                                                                       | Stara Zagora                                                                     | Bulgaria under 21                                                                | 3 – 3                                                                            | Russia under 21                                                                  | Qual. Europeo Under-21 2015                                                      | -                                                                                | 76’ 61'’                                                                         |
| 15-11-2013                                                                       | Stara Zagora                                                                     | Bulgaria under 21                                                                | 2 – 3                                                                            | Danimarca under 21                                                               | Qual. Europeo Under-21 2015                                                      | 1                                                                                |                                                                                  |
| 19-11-2013                                                                       | Stara Zagora                                                                     | Bulgaria under 21                                                                | 1 – 5                                                                            | Slovenia under 21                                                                | Qual. Europeo Under-21 2015                                                      | -                                                                                |                                                                                  |
| 12-6-2015                                                                        | Vienna                                                                           | Austria under 21                                                                 | 3 – 1                                                                            | Bulgaria under 21                                                                | Amichevole                                                                       | -                                                                                | 74’                                                                              |
| 4-9-2015                                                                         | Târgu Mureș                                                                      | Romania under 21                                                                 | 0 – 2                                                                            | Bulgaria under 21                                                                | Qual. Europeo Under-21 2017                                                      | -                                                                                |                                                                                  |
| 8-9-2015                                                                         | Razgrad                                                                          | Bulgaria under 21                                                                | 3 – 0                                                                            | Lussemburgo under 21                                                             | Qual. Europeo Under-21 2017                                                      | -                                                                                |                                                                                  |
| 9-10-2015                                                                        | Stara Zagora                                                                     | Bulgaria under 21                                                                | 2 – 0                                                                            | Armenia under 21                                                                 | Qual. Europeo Under-21 2017                                                      | -                                                                                |                                                                                  |
| 13-10-2015                                                                       | Aalborg                                                                          | Danimarca under 21                                                               | 1 – 0                                                                            | Bulgaria under 21                                                                | Qual. Europeo Under-21 2017                                                      | -                                                                                |                                                                                  |
| 25-3-2016                                                                        | Stara Zagora                                                                     | Bulgaria under 21                                                                | 0 – 0                                                                            | Galles under 21                                                                  | Qual. Europeo Under-21 2017                                                      | -                                                                                | 18'’                                                                             |
| 29-3-2016                                                                        | Lussemburgo                                                                      | Lussemburgo under 21                                                             | 0 – 0                                                                            | Bulgaria under 21                                                                | Qual. Europeo Under-21 2017                                                      | -                                                                                |                                                                                  |
| 6-6-2016                                                                         | Sofia                                                                            | Bulgaria under 21                                                                | 0 – 2                                                                            | Norvegia under 21                                                                | Amichevole                                                                       | -                                                                                |                                                                                  |
| 6-9-2016                                                                         | Erevan                                                                           | Armenia under 21                                                                 | 0 – 1                                                                            | Bulgaria under 21                                                                | Qual. Europeo Under-21 2017                                                      | -                                                                                |                                                                                  |
| 7-10-2016                                                                        | Stara Zagora                                                                     | Bulgaria under 21                                                                | 0 – 3                                                                            | Danimarca under 21                                                               | Qual. Europeo Under-21 2017                                                      | -                                                                                |                                                                                  |
| 11-10-2016                                                                       | Stara Zagora                                                                     | Bulgaria under 21                                                                | 2 – 0                                                                            | Romania under 21                                                                 | Qual. Europeo Under-21 2017                                                      | -                                                                                |                                                                                  |
| Totale                                                                           |                                                                                  | Presenze                                                                         | 16                                                                               |                                                                                  | Reti                                                                             | 1                                                                                |                                                                                  |

## Palmarès

### Club

#### Competizioni nazionali
- B Profesionalna Futbolna Grupa: 1

Neftohimik Burgas: 2012-2013